# Ceza (raper)
Ceza, właściwie Bilgin Özçalkan (ur. 31 grudnia 1976 w Stambule) – turecki raper i autor tekstów.
Zanim Özçalkan stał się raperem, pracował jako elektryk. W 1998 roku Ceza i raper Dr. Fuchs współtworzyli zespół Nefret. Özçalkan stworzył album Evin Delisi. Ceza był pierwszym tureckim raperem występującym na europejskim festiwalu hip-hopowym MTV Hip Hop Open Festival. W 2007 roku Ceza otrzymał nagrodę podczas gali MTV Europe Music Awards.
Ma żonę Rokę, która z nim współpracuje zawodowo.

## Dyskografia
| Rok  | Tytuł | Wytwórnia         |
| ---- | --- | ----------------- |
| 1995 | Streetball | Nieznana          |
| 1996 | Af Yok | Nieznana          |
| 1999 | Yeraltı Operasyonu (Doğanın Kanunu", "Benim Adım Ceza", "Yeter Artık", "İntihar" parçalarıyla eşlik etmiştir) | Kod Music         |
| 2000 | Toplama Kampı (Asya Sentez) [Mini Album]                                                                      | Nieznana          |
| 2000 | Meclis-i Âlâ: İstanbul                                                                                        | Hammer Müzik      |
| 2001 | Anahtar | Hammer Müzik      |
| 2002 | Med-Cezir | Hammer Müzik      |
| 2004 | Rapstar | Hammer Müzik      |
| 2006 | Feyz Al | Hammer Müzik      |
| 2006 | Yerli Plaka                                                                                                   | EMI               |
| 2007 | Evin Delisi Maxi Single                                                                                       | Nieznana          |
| 2008 | Bomba Plak | Orijinal Music    |
| 2009 | Açık Ara Bul Kon                                                                                              | Gençlik Festivali |
| 2009 | 9 Ay Son Gün                                                                                                  | Nieznana          |
| 2010 | Onuncu Köy | Esen Müzik        |
| 2010 | Sevgi İşleyin                                                                                                 | Nieznana          |
| 2011 | Sen de Biraz Delisin                                                                                          | Esen Müzik        |
| 2012 | Türk Marşı | Esen Müzik        |
| 2015 | Suspus | Esen Müzik        |